# Indonesien ved OL
Indonesien deltog første gang i olympiske lege under sommer-OL 1952 i Helsingfors og har siden deltaget i alle sommerlege undtaget 1964 i Tokyo og 1980 i Moskva. Indonesien har aldrig deltaget i vinterlegene. 

## Medaljeoversigt
| Indonesiens medaljer under de olympiske sommerlege | Indonesiens medaljer under de olympiske sommerlege | Indonesiens medaljer under de olympiske sommerlege | Indonesiens medaljer under de olympiske sommerlege | Indonesiens medaljer under de olympiske sommerlege | Indonesiens medaljer under de olympiske sommerlege |
| -------------------------------------------------- | -------------------------------------------------- | -------------------------------------------------- | -------------------------------------------------- | -------------------------------------------------- | -------------------------------------------------- |
| Lege                                               | Guld                                               | Sølv                                               | Bronze                                             | Totalt                                             | Rang                                               |
| 1952 Helsingfors                                   | 0                                                  | 0                                                  | 0                                                  | 0                                                  | –                                                  |
| 1956 Melbourne                                     | 0                                                  | 0                                                  | 0                                                  | 0                                                  | –                                                  |
| 1960 Rom                                           | 0                                                  | 0                                                  | 0                                                  | 0                                                  | –                                                  |
| 1964 Tokyo                                         | Deltog ikke                                        | Deltog ikke                                        | Deltog ikke                                        | Deltog ikke                                        | Deltog ikke                                        |
| 1968 Mexico City                                   | 0                                                  | 0                                                  | 0                                                  | 0                                                  | –                                                  |
| 1972 München                                       | 0                                                  | 0                                                  | 0                                                  | 0                                                  | –                                                  |
| 1976 Montréal                                      | 0                                                  | 0                                                  | 0                                                  | 0                                                  | –                                                  |
| 1980 Moskva                                        | Deltog ikke                                        | Deltog ikke                                        | Deltog ikke                                        | Deltog ikke                                        | Deltog ikke                                        |
| 1984 Los Angeles                                   | 0                                                  | 0                                                  | 0                                                  | 0                                                  | –                                                  |
| 1988 Seoul                                         | 0                                                  | 1                                                  | 0                                                  | 1                                                  | 36                                                 |
| 1992 Barcelona                                     | 2                                                  | 2                                                  | 1                                                  | 5                                                  | 24                                                 |
| 1996 Atlanta                                       | 1                                                  | 1                                                  | 2                                                  | 4                                                  | 41                                                 |
| 2000 Sydney                                        | 1                                                  | 3                                                  | 2                                                  | 6                                                  | 38                                                 |
| 2004 Athen                                         | 1                                                  | 1                                                  | 2                                                  | 4                                                  | 48                                                 |
| 2008 Beijing                                       | 1                                                  | 1                                                  | 3                                                  | 5                                                  | 42                                                 |
| 2012 London                                        | 0                                                  | 1                                                  | 1                                                  | 2                                                  | 63                                                 |
| 2016 Rio de Janeiro                                | 1                                                  | 2                                                  | 0                                                  | 3                                                  | 46                                                 |
| 2020 Tokyo                                         |                                                    |                                                    |                                                    |                                                    | –                                                  |
| Totalt                                             | 7                                                  | 12                                                 | 11                                                 | 30                                                 |                                                    |